# Force Majeure (film fra 2014)
 For alternative betydninger, se Force majeure (flertydig). (Se også artikler, som begynder med Force majeure)
Force Majeure (svensk: Turist) er en svensk film fra 2014 med manuskript og instruktion af Ruben Östlund.
I hovedrollerne ses Johannes Kuhnke og Lisa Loven Kongsli. Derudover medvirker blandt andet den norske skuespiller Kristofer Hivju.
Filmen foregår på et skisportssted i de Franske Alper og er filmet i Les Arcs, Paradiski og La Plagne i Savoie, Frankrig, Västra Götaland og Jämtland i Sverige samt i Sydtyrol.
På Cannes-festivalen modtog den Un Certain Regard.
Filmen havde premiere i Danmark i december 2014.
Den var Sveriges bidrag til Oscaruddelingen 2015.

## Medvirkende
- Johannes Bah Kuhnke som Tomas
- Lisa Loven Kongsli som Ebba
- Clara Wettergren som Vera
- Vincent Wettergren som Harry
- Kristofer Hivju som Mats
- Fanni Metelius som Fanni